# Christopher Priest (écrivain)
Pour les articles homonymes, voir Christopher Priest.
Œuvres principales
- Le Monde inverti (1974)
- Futur intérieur (1977)
- La Fontaine pétrifiante (1981)
- Le Prestige (1995)
- Les Insulaires (2011)

Christopher Priest, né le 14 juillet 1943 à Cheadle en Angleterre et mort le 2 février 2024, est un écrivain britannique de science-fiction. 
Il est notamment l'auteur du Monde inverti, de la Fontaine pétrifiante et du Prestige (adapté en 2006 au cinéma). Il est également vice-président de la H. G. Wells Society (en).

## Biographie
Christopher Priest est né le 14 juillet 1943 à Cheadle en Angleterre. C'est le fils de Millicent et de Walter Priest, employé de Vandome and Hart, une entreprise qui fournit des balances. Dans sa jeunesse, il découvre H.G. Wells, George Orwell et John Wyndham, qu'il qualifie de « premier auteur de science-fiction moderne » qu'il a lu. Après avoir quitté la Cheadle Hulme School à l'âge de 16 ans, il exerce le métier d'expert-comptable. Christopher Priest se tourne définitivement vers l'écriture en 1963.
Sa première nouvelle intitulée The Run est publiée dans la revue Impulse en 1966. Quatre années passeront avant la sortie de son premier roman qui ne fut pas traduit en France. Son deuxième opus, intitulé  Le Rat blanc et paru en 1972, est un roman d'anticipation concernant une guerre civile provoquée par une crise migratoire. Priest conquiert définitivement le public en 1974, grâce à la publication de son troisième roman : Le Monde inverti qui remporte, cette année-là, le prix British Science Fiction du meilleur roman. « J’avais atteint l’âge de mille kilomètres », l'incipit du roman, est l'un des plus célèbres dans le genre de la science-fiction. 
Ses autres œuvres majeures sont La Fontaine pétrifiante, Le Glamour, Le Prestige, et La Séparation (grand prix de l'Imaginaire 2006).
En 1983, il figurait sur la liste Granta des meilleurs jeunes romanciers britanniques, aux côtés des écrivains Kazuo Ishiguro, Ian McEwan, Pat Barker et Martin Amis.
Christopher Priest a écrit un certain nombre de livres sous pseudonyme, il s'agit essentiellement de novélisations de films réalisées à des fins alimentaires. Il a ainsi signé en 1999 l'adaptation romanesque du film eXistenZ de David Cronenberg.
En 2006, son roman Le Prestige, l'histoire d'une rivalité entre deux illusionnistes, est adapté au cinéma par le réalisateur américain Christopher Nolan, ce qui lui fait gagner en popularité.
En 2023, il est atteint d'un cancer. Christopher Priest meurt le 2 février 2024 à l’âge de 80 ans.

### Famille
Christopher Priest est marié à l'écrivaine Lisa Tuttle jusqu'en 1987, puis jusqu'en 2011 à Leigh Kennedy avec qui il a deux enfants, Elizabeth et Simon. Il partage la vie de l'écrivaine Nina Allan et ils vivent en Écosse sur l'île de Bute, près de Glasgow, jusqu’à sa mort. Le 5 février 2024, Nina Allan fait part du décès de son compagnon sur le blog de l'écrivain. Dans ce post, elle raconte que Christopher Priest, dans les semaines précédant sa mort, souhaitait laisser un message d'adieu sur son blog, mais qu'elle et Christopher Priest n'ont cessé de repousser l'échéance.

## Carrière littéraire
On associe fréquemment l’œuvre de Christopher Priest à la New Wave, un courant littéraire britannique qui a importé dans le champ de la science-fiction la recherche stylistique et les techniques expérimentales de la littérature générale la plus exigeante et dont le représentant le plus célèbre est J. G. Ballard (on crédite parfois Christopher Priest de l'invention du terme « New Wave », forgé par analogie avec la Nouvelle Vague cinématographique).
Christopher Priest est considéré comme l’un des auteurs de science-fiction les plus originaux. Il entretient cependant des relations ambiguës avec le genre dont il critique fréquemment les médiocres ambitions littéraires. En 2012, Christopher Priest a par exemple suscité une polémique en prenant pour cible la sélection du prestigieux prix Arthur-C.-Clarke. Dans une interview pour Télérama, Priest développe que son intention n'est pas de produire de la science-fiction mais plutôt de dérouter ses lecteurs, d'anticiper leurs réactions et « de mettre en scène de façon métaphorique les affres de la création artistique ». L'utilisation de la magie et de concepts physiquement impossibles comme les univers parallèles ou le voyage dans le temps sont donc des outils qu'il exploite fréquemment dans ses livres.
Son œuvre gravite autour de quelques thèmes centraux : le caractère trompeur de la mémoire et de la subjectivité ; l’ambiguïté de la littérature, des textes et des témoignages ; la relativité des points de vue sur le monde ; les doubles, les illusions et les différentes formes d'altération de la réalité. À ce titre, on le considère parfois comme le successeur de Philip K. Dick[réf. nécessaire]. Ses romans sont souvent construits sous une forme non-linéaire, juxtaposant les récits de plusieurs narrateurs dont les points de vue sont contradictoires.
Quatre ans avant sa mort, Christopher Priest témoignait ne plus lire du tout de science-fiction et s'intéressait à l'œuvre de l'écrivain français Emmanuel Carrère, qu'il trouvait brillante.

## Œuvres

### Romans
- (en) Indoctrinaire, 1970Non traduit en français
- Le Rat blanc, Presses de la Cité, coll. « Futurama », 1976 ((en) Fugue for a Darkening Island, 1972)
- Le Monde inverti, Calmann-Lévy, coll. « Dimensions SF », 1975 ((en) Inverted World, 1974)Réédition, Gallimard, coll. « Folio SF » no 91, 2002
- La Machine à explorer l'espace, J'ai lu, coll. « Science-fiction », 1976 ((en) The Space Machine, 1976)Réédition, Gallimard, coll. « Folio SF » no 69, 2001
- Futur intérieur, Calmann-Lévy, coll. « Dimensions SF », 1977 ((en) A Dream of Wessex, 1977)Édité aux États-Unis sous le titre The Perfect Lover - Réédition, Gallimard, coll. « Folio SF » no 226, 2005
- La Fontaine pétrifiante, Calmann-Lévy, coll. « Dimensions SF », 1981 ((en) The Affirmation, 1981)Réédition, Gallimard, coll. « Folio SF » no 128, 2003
- Le Don, Robert Laffont, coll. « Ailleurs et Demain », 1986 ((en) The Glamour, 1984)Réédition, Le Livre de poche, coll. « SF » no 7167, 1994
- (en) Short Circuit, 1986Sous le nom de Colin Wedgelock. Novélisation du film Short Circuit
- (en) Mona Lisa, 1986Sous le nom de John Luther Novak. Novélisation du film Mona Lisa
- Une femme sans histoires, Denoël, coll. « Présences », 1991 ((en) The Quiet Woman, 1990)Réédition, Gallimard, coll. « Folio SF » no 277, 2007
- Le Prestige, Denoël, coll. « Lunes d'encre », 2001 ((en) The Prestige, 1995)Réédition, Gallimard, coll. « Folio SF » no 260, 2006
- Les Extrêmes, Denoël, coll. « Lunes d'encre », 2000 ((en) The Extremes, 1998)Réédition, Gallimard, coll. « Folio SF » no 187, 2004
- eXistenZ, Denoël, coll. « Lunes d'encre », 1999 ((en) eXistenZ, 1999)Novélisation du film eXistenZ
- La Séparation, Denoël, coll. « Lunes d'encre », 2005 ((en) The Separation, 2003)Réédition, Gallimard, coll. « Folio SF » no 310, 2008
- Le Glamour, Denoël, coll. « Lunes d'encre », 2008 ((en) The Glamour, 2005)Nouvelle édition de Le Don à la suite d'une réécriture de l'auteur. Réédition, Gallimard, coll. « Folio SF » no 417, 2012
- Les Insulaires, Denoël, coll. « Lunes d'encre », 2013 ((en) The Islanders, 2011)Réédition, Gallimard, coll. « Folio SF » no 522, 2015
- Notre île sombre, Denoël, coll. « Lunes d'encre », 2014 ((en) Fugue for a Darkening Island, 2011)Nouvelle édition de Le Rat blanc à la suite d'une réécriture de l'auteur. Réédition, Gallimard, coll. « Folio SF » no 540, 2016
- L'Adjacent, Denoël, coll. « Lunes d'encre », 2015 ((en) The Adjacent, 2013)Réédition, Gallimard, coll. « Folio SF » no 590, 2017
- L'Inclinaison, Denoël, coll. « Lunes d'encre », 2016 ((en) The Gradual, 2016)Réédition, Gallimard, coll. « Folio SF » no 611, 2018
- Conséquences d'une disparition, Denoël, coll. « Lunes d'encre », 2018 ((en) An American Story, 2018)Réédition, Gallimard, coll. « Folio SF » no 679, 2021
- (en) The Evidence, 2020
- Rendez-vous demain, Denoël, coll. « Lunes d'encre », 2022 ((en) Expect Me Tomorrow, 2022)Réédition, Gallimard, coll. « Folio SF » no 734, 2023
- (en) Airside, 2023

### Recueils de nouvelles
- (en) An Infinite Summer, 1979Trois des cinq nouvelles de l'édition originale sont reprises dans le recueil L'Archipel du Rêve paru en 1981 aux éditions Jean-Claude Lattès, collection Titres/SF et complétées par deux autres nouvelles qui sont reprises dans le recueil L'Été de l'infini
- Le Livre d'or de la science-fiction : Christopher Priest, Presses Pocket, coll. « Science-fiction », 1980
- L'Archipel du Rêve, Denoël, coll. « Lunes d'encre », 2004 ((en) The Dream Archipelago, 1999)Réédition, Gallimard, coll. « Folio SF » no 392, 2011, avec l'ajout d'une nouvelle, le recueil étant ainsi conforme à l'édition définitive de The Dream Archipelago de 2009
- L'Été de l'infini, Le Bélial', 2015Réunit douze nouvelles dont quatre inédites
- (en) Episodes: Short Stories, 2019

### Autres nouvelles traduites en français
- Le Monde du temps réel (1971).

## Récompenses
- 1974 : prix British Science Fiction du meilleur roman pour Le Monde inverti
- 1979 : prix British Science Fiction de la meilleure fiction courte pour Et j’erre solitaire et pâle
- 1996 : prix World Fantasy du meilleur roman pour Le Prestige
- 1998 : prix British Science Fiction du meilleur roman pour Les Extrêmes
- 2001 : prix Utopia du meilleur auteur
- 2002 : grand prix de l'Imaginaire (catégorie nouvelle étrangère) pour Retour au foyer
- 2002 : prix British Science Fiction du meilleur roman pour La Séparation
- 2003 : prix Arthur-C.-Clarke pour La Séparation
- 2006 : grand prix de l'Imaginaire (catégorie roman étranger) pour La Séparation
- 2011 : prix British Science Fiction du meilleur roman pour Les Insulaires
- 2012 : prix John-Wood-Campbell Memorial pour Les Insulaires